# The River (filme de 1984)
The River (no Brasil, O Rio do Desespero / em Portugal, O Rio)[carece de fontes?] é um filme estadunidense de 1984, do gênero drama, dirigido por Mark Rydell.

## Sinopse
Uma família de fazendeiros luta contra inúmeras adversidades, como dívidas bancárias e inundações, para salvar e manter a posse de suas terras.

## Elenco
- Mel Gibson ....  Tom Garvey
- Sissy Spacek ....  Mae Garvey
- Shane Bailey ....  Lewis Garvey
- Becky Jo Lynch ....  Beth Garvey
- Scott Glenn ....  Joe Wade
- Don Hood ....  senador Neiswinder
- Billy Green Bush ....  Harve Stanley
- James Tolkan ....  Howard Simpson
- Bob W. Douglas ....  Hal Richardson
- Andy Stahl ....  Dave Birkin
- Lisa Sloan ....  Judy Birkin
- Larry D. Ferrell ....  Rod Tessley
- Susie Toomey ....  Sally Tessley
- Kelly Toomey ....  Lisa Tessley

## Principais prêmios e indicações
Oscar 1985 (EUA)
- Foi indicado nas categorias de Melhor Atriz (Sissy Spacek), Melhor Fotografia, Melhor Canção Original e Melhor Som.

Globo de Ouro 1985 (EUA)
- Indicado nas categorias de Melhor Trilha Sonora - Cinema e Melhor Atriz - Drama (Sissy Spacek).

Golden Reel Award 1985 (Motion Picture Sound Editors, EUA)
- Venceu na categoria de Melhor Edição de Som - Efeitos Sonoros.